# Amundsenisen
Koordinaten: 74° 30′ S, 6° 0′ O
Das Amundsenisen (norwegisch für Amundseneis) ist eine vergletscherte Region im ostantarktischen Königin-Maud-Land. Es liegt südlich des Gebirges Heimefrontfjella und der Kirwanveggen im südlichen Teil des Fimbulheimen und gehört zum Wegenerinlandeis.
Die Benennung der Region geht auf norwegische Kartografen zurück. Namensgeber ist der norwegische Polarforscher Roald Amundsen (1872–1928).